# Siegfried Loewenthal
Siegfried Loewenthal (auch Löwenthal; auch Shaul Loewenthal; * 1869 in Guttentag, Kreis Oppeln; † Juli 1951 in Ramot HaShavim, Israel) war ein Neurologe und Mitbegründer der medizinischen Strahlentherapie.

## Leben
Der Sohn eines Kaufmanns und Jugendfreund Max Dauthendeys studierte Medizin in Würzburg, Berlin, München und Breslau. Danach arbeitete er als Assistent an den Nervenkliniken in Breslau und in Frankfurt. 1897 erfolgte die Niederlassung in Braunschweig, Löwenwall 23.
Loewenthals Interessen und Tätigkeiten als Mediziner gingen weit über die Neurologie hinaus. Er befasste sich beispielsweise mit der Entwicklung der Röntgentiefentherapie. Zwischen 1906 und 1914 legte er Grundlagen für die medizinische Radiumforschung und die Einführung von Strahlentherapien in der Balneologie.
Im Ersten Weltkrieg widmete sich Loewenthal wieder verstärkt nervenärztlichen Fragen. Dafür wurde er 1918 mit dem „Eisernen Kreuz am schwarz-weißen Bande“ ausgezeichnet. Nach 1918 engagierte er sich darüber hinaus in Braunschweig in der Jugendfürsorge.
Schon nach kurzer Zeit hatte sich Siegfried Loewenthal unter seinen Braunschweiger Berufskollegen Ansehen verschafft. Als Mitherausgeber der Fachzeitschrift „Strahlentherapie“ gewann er über die Stadt hinausgehende Geltung. Die Berliner Radiologen-Gesellschaft verdankt seiner Initiative mit ihr Entstehen.
Im November 1935 entzog sich Siegfried Loewenthal den Repressalien der Nationalsozialisten: Zusammen mit seiner Ehefrau Josefine (1871–1958), einer Schwester des Malers Philipp Erlanger († 1934), Tochter Lotte (1899–1958) und den Söhnen Erich (1905–1959) und Uri (* 1934) emigrierte er nach Palästina. Er setzte hier unvermittelt sein ärztliches Engagement fort und beteiligte sich beispielsweise in Tel Aviv am Aufbau einer radiumtherapeutischen Praxis.